# جاسمین ساندلا
جاسمین ساندلا (انگلیسی: Jasmine Sandlas؛ زادهٔ ۴ سپتامبر ۱۹۸۵) موسیقی‌دان است. او برای ترانه‌های فیلم‌های سینمای هند نیز فعالیت کرده‌است.